# Ґрадзаново-Влосцянське
Ґрадзаново-Влосцянське (пол. Gradzanowo Włościańskie) — село в Польщі, у гміні Радзанув Млавського повіту Мазовецького воєводства.
Населення — 226 осіб (2011).
У 1975-1998 роках село належало до Цехановського воєводства.

## Демографія
Демографічна структура станом на 31 березня 2011 року:
|          | Загалом | Допрацездатний вік | Працездатний вік | Постпрацездатний вік |
| -------- | ------- | ------------------ | ---------------- | -------------------- |
| Чоловіки | 109     | 36                 | 62               | 11                   |
| Жінки    | 117     | 34                 | 53               | 30                   |
| Разом    | 226     | 70                 | 115              | 41                   |